# Pesceana (gmina)
Pesceana – gmina w Rumunii, w okręgu Vâlcea. Obejmuje miejscowości Cermegești, Lupoaia, Negraia, Pesceana, Roești i Ursoaia. W 2011 roku liczyła 1692 mieszkańców.